# Campeonato Europeu de Halterofilismo de 1896
O 1º Campeonato Europeu de Halterofilismo foi realizado em Rotterdam, nos Países Baixos em 9 ou em 11 de março de 1896.

## Medalhistas
| Evento           | Ouro                 | Prata                   | Bronze |
| ---------------- | -------------------- | ----------------------- | ------ |
| Categoria aberta | Hans Beck · Alemanha | Peter Schons · Alemanha | —      |

## Quadro de medalhas
| Ordem | País     | Medalha de ouro | Medalha de prata | Medalha de bronze | Total |
| ----- | -------- | --------------- | ---------------- | ----------------- | ----- |
| 1     | Alemanha | 1               | 1                | 0                 | 2     |
| Total | Total    | 1               | 1                | 0                 | 2     |